# 2021 في تشاد
أحداث عام 2021 في  تشاد.

## في السلطة
- الرئيس: إدريس ديبي (حتى 20 أبريل)

## أحداث
مستمر - وباء كوفيد 19 في تشاد
- 6 فبراير / شباط - أطلقت الشرطة في إنجمينا الغاز المسيل للدموع واعتقلت عدة أشخاص حيث أشعل المئات الإطارات احتجاجا على ترشيح الرئيس ديبي للترشح لولاية سادسة في أبريل / نيسان.[1]
- 16 فبراير - تشاد تنشر 1200 جندي في «منطقة الحدود الثلاثية» للنيجر ومالي وبوركينا فاسو خلال قمة مجموعة دول الساحل الخمس.[2]
- 28 فبراير - زعيم المعارضة يايا ديلو يقول إن والدته وابنه وثلاثة أفراد آخرين من عائلته قتلوا في مداهمة قبل الفجر على منزله قادها نجل الرئيس. وقال متحدث باسم الحكومة إن ديلو لم يمتثل لأمرين قضائيين، وأن شخصين قُتلا وأصيب خمسة، من بينهم ثلاثة من ضباط الشرطة.[3]
- 3 أبريل / نيسان - دعت لجنة حقوق الإنسان في النيجر إلى إجراء تحقيق مستقل في أعقاب عمليات اغتصاب مزعومة، بما في ذلك اغتصاب فتاة تبلغ من العمر 11 عامًا، على أيدي جنود تشاديين تم نشرهم للمساعدة في محاربة الجماعات المسلحة.[4]
- 11 أبريل - بدأ هجوم شمال تشاد، بعد يوم واحد من الانتخابات الرئاسية التشادية لعام 2021.[5]
- 19 أبريل - الرئيس إدريس ديبي يفوز بالانتخابات الرئاسية التشادية لعام 2021 لولايته السادسة.
- 20 أبريل / نيسان - مقتل الرئيس إدريس ديبي بعد يوم واحد من إعلان فوزه في الانتخابات.

### مناسبات مجدولة
- 24 أكتوبر - الموعد المقرر للانتخابات البرلمانية التشادية 2021.[6]

## وفيات
- 22 يناير - روتوانغ يوما غولوم، مقاتل وسياسي، نائب برلماني (منذ 2011).[7]
- 20 أبريل - إدريس ديبي، سياسي، رئيس تشاد (منذ 1990)